# Deficit lepících kachen
Deficit lepících kachen je osmý díl třetí řady amerického televizního seriálu Teorie velkého třesku. V této epizodě nehostují žádní herci. Režisérem epizody je Mark Cendrowski.

## Děj
Penny uklouzne v koupelně a protože se nemůže zvednout z vany, volá o pomoc. Uslyší ji Sheldon, který (ačkoliv nikdy neřídil) je nucen odvézt ji do nemocnice. Mezitím se Leonard, Raj a Howard domluví, že spolu pojedou kempovat a pozorovat meteorický roj. Do ruky se jim však dostanou sušenky s marihuanou, které na ně mají očekávaný účinek. V rámci něj se pak Howard přizná, že o panictví přišel se svou sestřenicí, díky čemuž si z něj pak oba ostatní kluci dělají legraci.

## Obsazení
| Johnny Galecki | Leonard Hofstadter |
| Jim Parsons    | Sheldon Cooper     |
| Kaley Cuoco    | Penny              |
| Simon Helberg  | Howard Wolowitz    |
| Kunal Nayyar   | Raj Koothrappali   |